# 普雷韦利

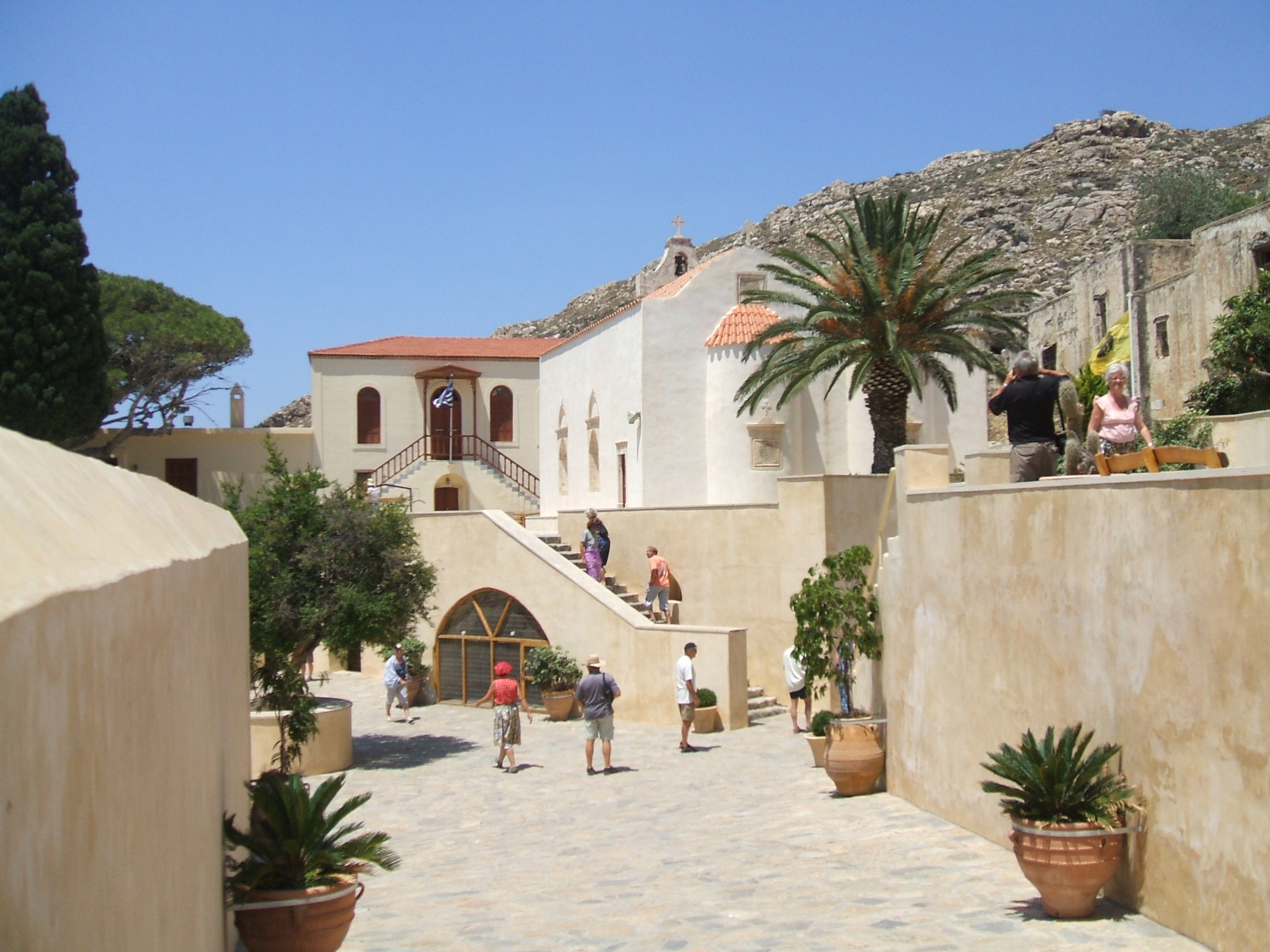
普雷韦利修道院

普雷韦利 （希臘語：Πρέβελη）是希腊克里特岛南海岸附近的一个地方，當地由雷西姆农专区負責管轄。當地有一個建於中世纪時期的修道院。